# 穆沃
穆沃（法語：Mouvaux，法語發音：[muvo]）是法国上法蘭西大區北部省的一个市镇，位于省会里尔市区东北部，属于里尔区。

## 地理
穆沃（50°42'12"N, 3°8'26"E）面积4.17 平方千米，位于法国上法蘭西大區北部省，该省份为法国最北部的省份及最长的省份，西北濒北海，西接加来海峡省，南至埃纳省和索姆省，东与比利时接壤。
与穆沃接壤的市镇（或旧市镇、城区）包括：邦迪、圖爾寬、瓦斯卡勒、马克昂巴勒尔。
穆沃的时区为UTC+01:00、UTC+02:00（夏令时）。

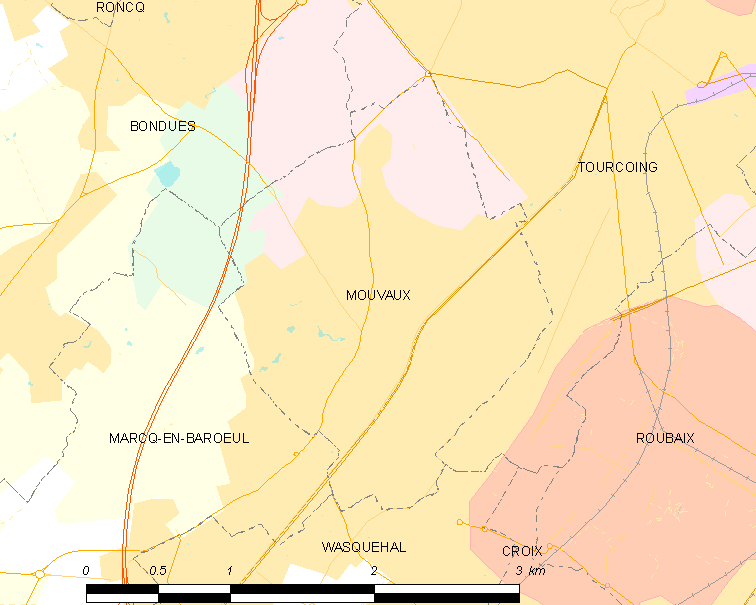
穆沃的OSM定位图

## 行政
穆沃的邮政编码为59420，INSEE市镇编码为59421。

## 政治
穆沃所属的省级选区为里尔第二县。

## 人口

1962-2008年间穆沃人口变化图示

穆沃于2022年1月1日时的人口数量为13239人。